# Ennery (Haïti)
Pour les articles homonymes, voir Ennery.
Ennery est une commune d'Haïti, située dans le département de l'Artibonite, arrondissement des Gonaïves.
La commune est située à 20 km des Gonaïves.

## Démographie
La commune est peuplée de 51 221 habitants(recensement par estimation de 2015).

## Histoire
La ville d'Ennery est fondée en 1776 et porte le nom de Victor-Thérèse Charpentier, comte du Saint-Empire et marquis d'Ennery, gouverneur de Saint-Domingue en 1775-1776.
Ennery est la ville de l'un des grands chefs de la révolution haïtienne, Toussaint Louverture. Les ruines de sa maison se trouvent encore à Ennery. Fatras-Bâton, comme on le surnommait, a fait de la ville une zone stratégique et c'est à Ennery qu'il fut arrêté par le général Leclerc et ensuite déporté en France pour mourir de froid au château de Fort de Joux.

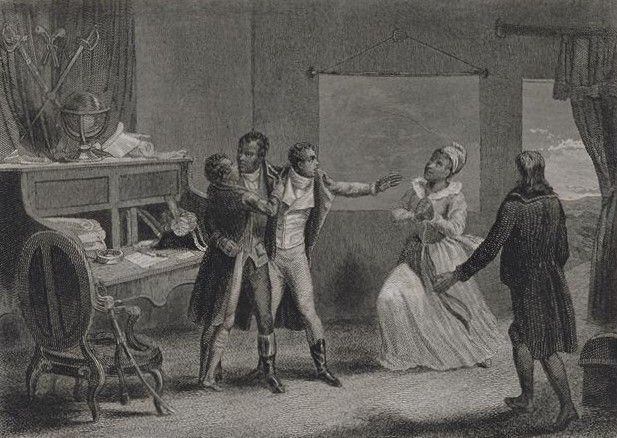
L'entrevue d'Ennery : le général Toussaint Louverture retrouve ses deux aînés, Placide et Isaac, tandis que leur instituteur lui remet une lettre de Napoléon lui demandant d'abandonner la cause des noirs.

## Administration
La commune est composée des sections communales de :
- Savane Carrée
- Passe-Reine
- Chemin Neuf
- Puilboreau

## Personnalités liées à la commune
Ennery, comme toute autre commune d'Haiti, a des fils et filles dont elle est fière. Nous pouvons citer par exemple : James Samson, Marie Julie Samson, Viergot Pierre, Lèlène Pierre, Cholzer Chancy, Juno Jean Baptiste, Rickson Samson, Makens Jean baptiste Laura Chancy, Raoul Pierre,Jean Richard Dorival, Louis Jean Borge, Yvens Alexis, Chesnel Pierre, Ebenn Pierre, Jorchemy Jean-Baptiste, John Peter Adolphe, Ralphson Pierre, Edson Mondélus, Esdras Mondélus, Julio Jean Baptiste, Rita Frédéric Moncoeur, Luckner Cardichon , Edenson Mondélus dit Lilson et bien d’autres[réf. nécessaire].